# Завод суперфосфату в Отахуху
Завод суперфосфату в Отахуху — колишнє підприємство хімічної промисловості на Північному острові Нової Зеландії, що знаходилось у індустріальній зоні в перемісті Окленду.
За результатами Першої світової війни під контроль Великої Британії перейшов тихоокеанський острів Науру, де велась розробка фосфоритів з найвищим в світі вмістом цільового компоненту. Це та зростання попиту на добрива призвело до спорудження в Новій Зеландії кількох нових заводів з виробництва суперфосфату, одним з яких став майданчик в Отахуху, який заснували в 1920-му. В 1921-му тут стали до ладу потужності зі змішування добрив, проте на повноцінну виробничу одиницю він перетворився у  1924 – 1925 роках, коли ввели в дію лінії з випуску сульфатної кислоти (випускали на основі сірки, яку традиційно імпортували до Нової Зеландії з Північної Америки) та суперфосфату (отримують шляхом обробки фосфоритів сульфатною кислотою).
Первісно потужність заводу становила 90 тисяч тонн суперфосфату на рік. Станом на кінець 1940-х цей показник збільшився до 160 тисяч тонн, при цьому фактично в 1947/1948 фінансовому році було вироблено 108 тисяч тонн суперфосфату. 
В 1980-х роках промисловість добрив Нової Зеландії стрілась з кризою, зокрема, через скасування державних субсидій. В цих умовах ряд заводів закрився і серед них майданчик в Отахуху, що припинив роботу в 1981-му.
Первісно проектом опікувалась Wright Stephenson and Co., з 1927-го він перейшов до Challenge Phosphates Ltd та знаходився в її руках щонайменше до кінця 1960-х, а на завершальному етапі діяльності завод належав New Zealand Farmers' Fertilizer Company.